# Goudvis (sterrenbeeld)

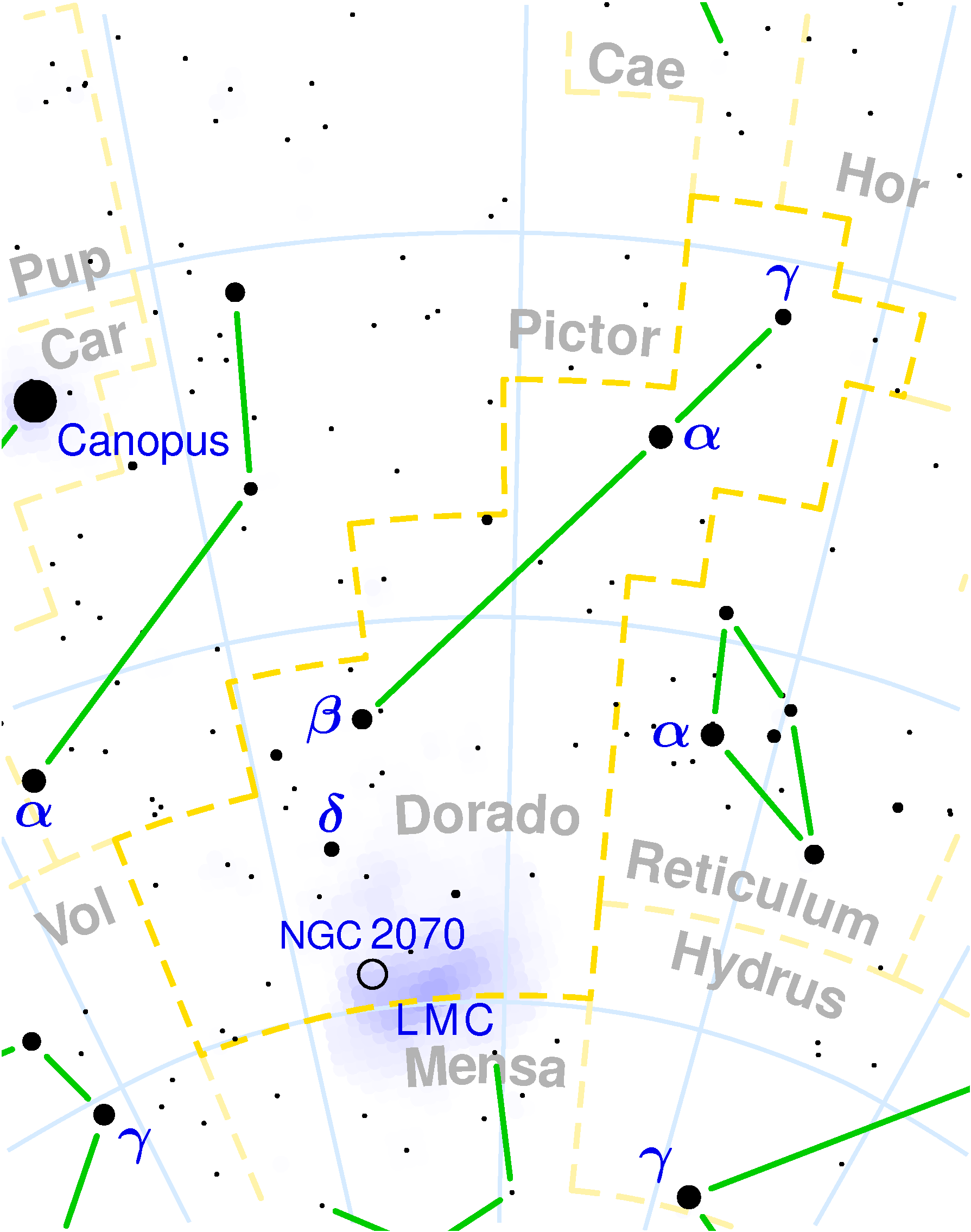
Kaart van het sterrenbeeld Goudvis.

Goudvis (Dorado of soms ook wel Zwaardvis, afkorting Dor) is een aan de zuidelijke hemel gelegen sterrenbeeld, tussen rechte klimming 3u 53m en 6u 36m en declinatie -49° en -70°. Het komt op de breedte van de Benelux nooit boven de horizon uit. Het sterrenbeeld werd in het najaar van 1597 (of in het voorjaar van 1598) geïntroduceerd door Petrus Plancius, uitgaande van waarnemingen door de zeevaarders Pieter Dircksz Keyser en Frederik de Houtman. 
De voorstelling als een zwaardvis is afkonstig van Johannes Kepler die het sterrenbeeld zo noemde in zijn editie van de stercatalogus van Tycho Brahe in de Rudolfijnse tafels. Deze benaming werd later ook door Johannes Hevelius en andere sterrenkundigen overgenomen.

## Sterren
Het sterrenbeeld Goudvis kent geen heldere sterren. De helderste, alpha Doradus, heeft magnitude 3,27.
In het zuidelijk gedeelte van de Goudvis ligt de noordelijke helft van de Grote Magelhaense Wolk (LMC op de sterrenkaart), die onder andere de sterassociatie LH 95 bevat.

## Wat is er verder te zien?
- De Grote Magelhaense Wolk bevat ook de Tarantulanevel en N44.
- De Goudvis-groep bevat de sterrenstelsels NGC 1553 en NGC 1566.
- NGC 1672 is een sterrenstelsel op een afstand van 60 miljoen lichtjaar.

## Aangrenzende sterrenbeelden
(met de wijzers van de klok mee)
- Schilder (Pictor)
- Graveerstift (Caelum)
- Slingeruurwerk (Horologium)
- Net (Reticulum)
- Kleine Waterslang (Hydrus)
- Tafelberg (Mensa)
- Vliegende Vis (Volans)